# Tallula atramentalis
Tallula atramentalis är en fjärilsart som beskrevs av Lederer 1863. Tallula atramentalis ingår i släktet Tallula och familjen mott. Inga underarter finns listade i Catalogue of Life.